# Nizina Dolnoleńska
Nizina Dolnoleńska (ros. Приленская низменность) – nizina w azjatyckiej części Rosji, w Jakucji.
Obejmuje obszary wokół dolnego biegu Leny; ograniczona od zachodu Wyżyną Oleniocką, od północy Górami Czekanowskiego, od wschodu Górami Wierchojańskimi; na południu łączy się z Niziną Środkowojakucką; długość ok. 600 km, szerokość do 200 km.